# Monumento al Duque de Gordon
El Monumento al Duque de Gordon o el Duke of Gordon's Monument es un monumento conmemorativo en Lady Hill en Elgin, Escocia. Construido en honor a George Duncan Gordon, el quinto duque de Gordon, el monumento toma la forma de una columna toscana, de 80 pies (24 m) de alto, y de 6 pies 9 pulgadas (2,1 m) de ancho en la base. La columna es hueca, con una escalera de caracol que sube por el fuste que da acceso a la cima. Fue erigido en 1839 y en 1855 se instaló en la cima una estatua de Gordon, esculpida por Thomas Goodwillie. Está designado como monumento clasificado de Categoría A.

## Historia
El monumento fue diseñado por el arquitecto William Burn de Edimburgo, quien diseñó varios otros monumentos, incluido el monumento Melville en St Andrews Square. Fue construido por los albañiles Brander y Shand a un costo de £ 1240, y pagado con fondos establecidos en un legado y contribuidos por Morayshire Farmers Club. Originalmente estaba rematado con una linterna, pero no obtuvo la aprobación de la crítica y fue reemplazada por la estatua de Goodwillie. La estatua representa a Gordon vistiendo la túnica que usó al desempeñar el cargo de Canciller del Marischall College, Aberdeen, en 1855.
El monumento se encuentra en la zona de Kinrara y forma parte de un paisaje pintoresco de alto valor escénico. Este lugar, en las riveras del río Spey se diseñó y desarrolló a finales del siglo XVIII. Jane Gordon, la esposa del cuarto duque de Gordon, fue quien supervisó la creación del paisaje de Kinrara y eligió esta zona como su residencia de verano. Su hijo, George Gordon, continuó visitando esta zona con regularidad en los veranos luego de la muerte de su madre. Una vez que George se convirtió en el quinto duque de Gordon sus visitas a Kinrara disminuyeron considerablemente.